# Sergio Parisse
Pour les articles homonymes, voir Parisse.

a Compétitions nationales et continentales officielles uniquement.

b Matchs officiels uniquement.
Dernière mise à jour le 29 mai 2023.
Sergio Parisse, né le 12 septembre 1983 à La Plata (Argentine), est un joueur international italien d'origine argentine de rugby à XV jouant au poste de troisième ligne centre.
Formé en Italie où il se fait rapidement remarquer, Sergio Parisse arrive au Stade français en 2005 où il devient l'un des joueurs majeurs de l'ère Max Guazzini. Il inscrit à son palmarès deux titres de champion de France (2007 et en 2015) et un titre de Challenge Européen en 2017 après deux finales perdues. Il achève sa carrière en club au RC Toulon où il remporte à nouveau le titre continental en 2023.
Sur le plan international, Parisse représente la Squadra Azzurra entre 2002 et 2019 qu'il conduit majoritairement comme capitaine. Il dispute cinq Coupes du monde, un record partagé avec Brian Lima et son compatriote Mauro Bergamasco, et est également le joueur avec le plus d'apparitions dans le Tournoi des Six Nations (69 matchs). Plus rappelé après le Mondial au Japon, il est le joueur italien le plus capé de l'histoire (142 sélections).
Nommé deux fois au titre de meilleur joueur de l'année (en 2008 et 2013), il est considéré comme l'un des meilleurs troisième-lignes de l'ère moderne et le plus grand joueur italien de tous les temps. En 2024, il est introduit au Temple de la renommée World Rugby.
Il fait partie actuellement du staff du RC Toulon où il est entraîneur de la touche.

## Biographie

### Jeunesse et formation
Né le 12 septembre 1983 à La Plata, située à 56 km au sud-est de la ville de Buenos Aires (Argentine), Sergio Francesco Parisse grandit au sein d'une famille de parents italiens qui a la culture rugby à XV. Son père, Sergio, ailier de l'Aquila, joue dans les années 1960 et 1970, ; il remporte le Championnat d'Italie de rugby à XV en 1967 en gagnant 6 à 0 contre le Fiamme Oro Padova, puis part en Argentine se saisissant d'une opportunité professionnelle,. Il y rencontre Carmela, également italienne, et l'épouse. Leur fils Sergio naît en 1983.
Il apprend le rugby dans le Club Universitario de sa ville natale, La Plata. Il parle italien à la maison et a une sœur.
La famille Parisse rentre plus tard en Italie, quand le jeune Sergio rejoint le club de Trévise.

### Débuts avec Trévise et l'Italie

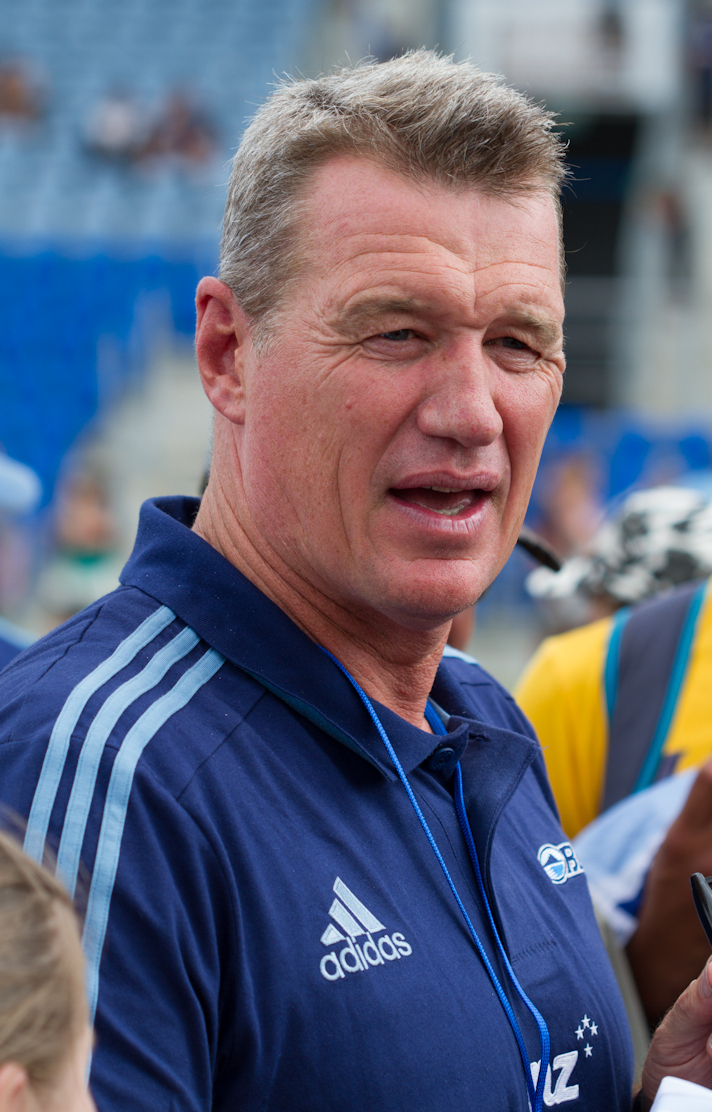
John Kirwan sélectionne Sergio Parisse en équipe d'Italie alors qu'il a moins de 20 ans.

En 2001, Sergio Parisse est invité à s'entraîner avec l'équipe d'Italie de rugby à XV en tournée en Argentine. Il dispute les championnats du monde des moins de 19 ans 2001 au Chili et 2002 en Italie avec l'équipe d'Italie.
Il est recruté par le club italien du Benetton Trévise en 2001,. L'année suivante, il signe son premier contrat professionnel avec le club italien, pour un salaire de 800 euros par mois.
John Kirwan, le sélectionneur de la sélection italienne, le retient le 8 juin 2002 à Hamilton pour une défaite 64-10 contre l'équipe de Nouvelle-Zélande, sélection dont il a porté le maillot à 63 reprises,. C'est alors le plus jeune numéro 8 international et John Kirwan n'hésite pas à le comparer à Zinzan Brooke. Sergio Parisse joue dix matchs consécutifs en équipe nationale en 2003 et dispute la Coupe du monde. Si les Italiens sont éliminés dès la phase de poule, les performances de Sergio Parisse impressionnent. Lors de cette compétition, il inscrit un essai, lors de la victoire face au Canada.
Il joue pour la première fois le Tournoi des Six Nations en 2004, où il dispute les cinq rencontres. Il ne manque plus d'édition du Tournoi jusqu'en 2010, où il doit déclarer forfait en raison d'une blessure au genou. Il remporte deux titres de Champion d'Italie en 2003 et 2004 puis la Coupe d'Italie en 2005.

### Champion de France avec le Stade français et capitaine de l'Italie

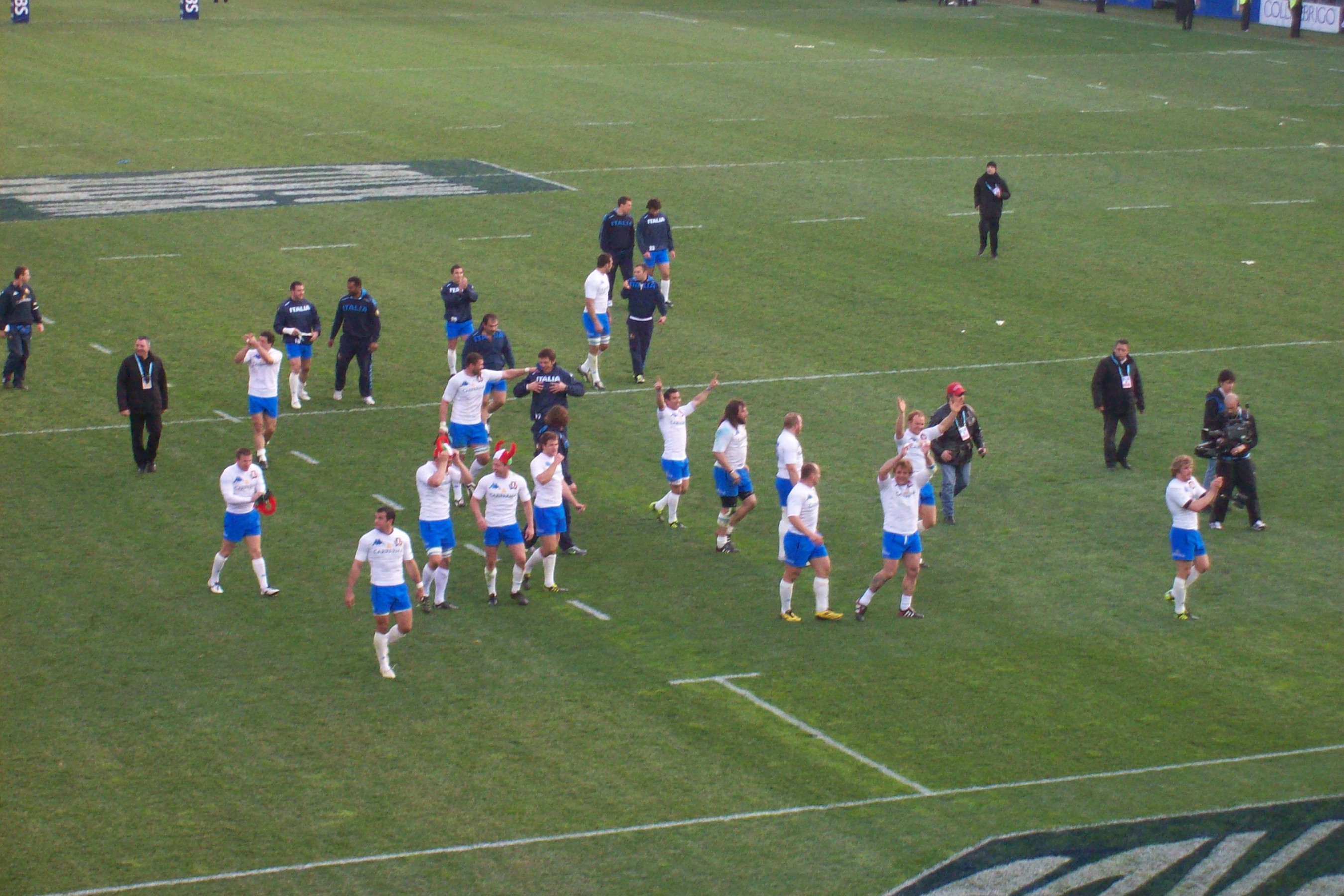
Les coéquipiers italiens de Sergio Parisse fêtent la victoire contre la France lors du Tournoi 2011.

Sergio Parisse rejoint en 2005 le Stade français Paris pour deux saisons. Il prolonge son contrat pour deux ans supplémentaires en 2007. L'Italie parvient pour la première fois en 2007 à remporter deux matchs du Tournoi. Pour la première fois, lors des confrontations entre les deux nations, elle s'impose en Écosse face aux Écossais sur le score de 17 à 37. Trois essais sont « offerts » aux Italiens qui mènent 21 à 0 après seulement six minutes.
Le Stade français Paris réussit une grande saison 2006-2007 en terminant premier de la première phase, puis en remportant la finale, avec une victoire 23-18 contre Clermont. Sergio Parisse, remplaçant, entre à la 46e minute de jeu. Il a disputé 15 des 28 matchs du parcours du Stade français en championnat.
Les Italiens gagnent deux matchs de la Coupe du monde 2007 (Roumanie, Portugal) avant d'affronter l'Écosse avec comme enjeu la qualification au second tour. L'Italie s'incline 18-16, l'Écosse est seconde de la poule, derrière les Néo-Zélandais.
Le nouveau sélectionneur Nick Mallett, qui remplace Pierre Berbizier, lui accorde sa confiance en le désignant capitaine de la Squadra Azzurra le 18 janvier 2008 à la place de Marco Bortolami. Il a seulement 24 ans mais il compte déjà 48 sélections internationales, deux participations à la coupe du monde en 2003 et 2007, un titre de champion de France en 2007. Pour Nick Mallett, « Sergio est un joueur qui a de la personnalité ; il est respecté par ses coéquipiers, les arbitres et les adversaires. Ces points sont essentiels pour devenir capitaine ».

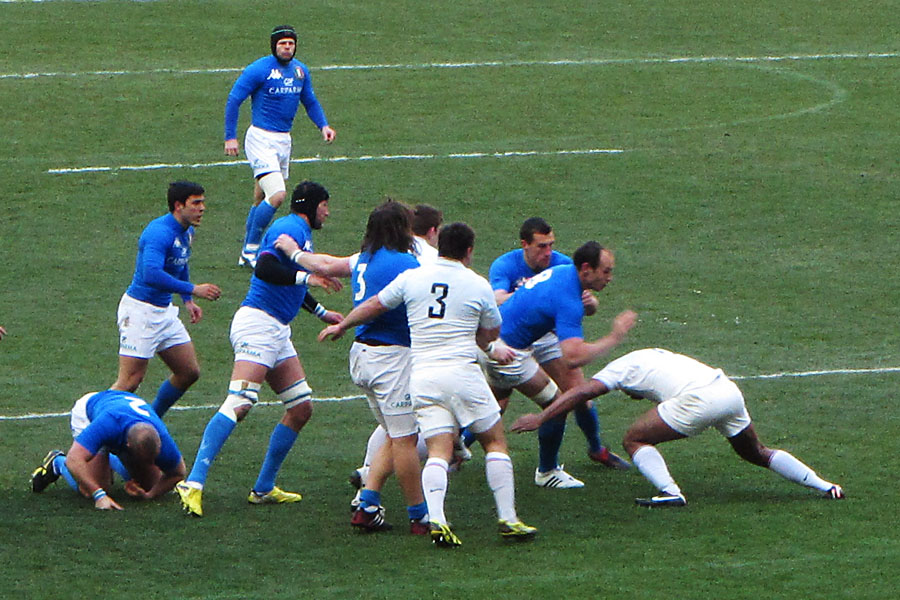
Sergio Parisse est plaqué par un Français lors du Tournoi des Six Nations 2012.

Cette année-là, il devient le premier joueur italien à être retenu dans la liste finale pour la désignation du Meilleur joueur du monde IRB.
En juin 2009, Sergio Parisse est suspendu 8 semaines pour une fourchette sur le deuxième ligne néo-zélandais Isaac Ross lors d'une défaite 27 à 6 à Christchurch.
En 2010, il a une blessure grave au genou qui l'écarte des terrains pour l'ensemble du Tournoi des Six Nations 2010.
Il est nommé capitaine du Stade Français pour la saison 2010-2011. Lors du Tournoi 2011, la sélection italienne commence par perdre les trois premiers matchs. Mais le 12 mars 2011, au Stadio Flaminio, l'Italie réussit pour la première fois dans le Tournoi, à gagner contre la France (22-21).
Le 20 mai 2011, le Stade français s'incline 19 à 18 contre les Harlequins en finale du Challenge européen. Il prolonge son contrat jusqu'en 2016. Le 29 mai 2011, il est le capitaine des Barbarians, qui affrontent l'Angleterre au stade de Twickenham, ils s'imposent 38-32. Le 4 juin 2011, toujours à la tête des Barbarians, son équipe joue le pays de Galles à Cardiff et gagne 31-28 avec un essai de Parisse, à la suite d'un départ derrière la mêlée.
Le 11 février 2012, l'Italie s'incline de justesse 15-19 contre l'Angleterre, Sergio Parisse est désigné « homme du match ». Le 25 février 2012 à l'Aviva Stadium de Dublin, il marque un essai, l'Irlande l'emporte 42-10.
Le 27 avril 2012, Jonny Wilkinson (27 points) et Toulon éliminent le Stade français en demi-finale du Challenge européen.

### Cent sélections et toujours au plus haut niveau

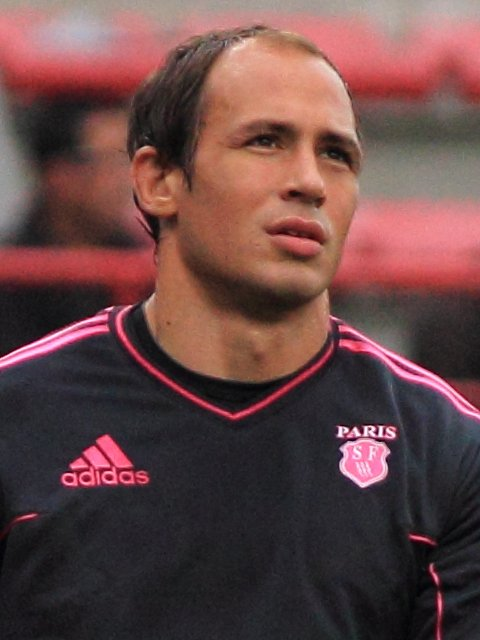
Sergio Parisse avant un match avec la tenue du Stade français.

Le 3 février 2013 au stade olympique de Rome, l'Italie débute bien le match disputé contre les Français. Sur une relance française, les Italiens bénéficient d'un ballon perdu pour lancer un contre conclu par Sergio Parisse sans grande résistance devant la défense française totalement désorganisée. Dès la sixième minute, l'Italie mène 7-0. L'équipe d'Italie est solide tout le match pour remporter la rencontre 23-18,, première victoire des Italiens contre les Français dans le cadre du Tournoi. En février 2013, il est expulsé avec le Stade français contre Bordeaux-Bègles pour avoir insulté l'arbitre; il est suspendu 40 jours (peine ramenée à 20 jours en appel); son absence fait cruellement défaut à l'équipe d'Italie et met en valeur son importance. Il compte 94 capes à l'âge de 29 ans. C'est son 41e match dans le Tournoi des Six Nations. Même s'il n'a gagné que sept matchs du Tournoi. Comme Ryan Giggs ou George Best, il ne peut pas gagner à lui seul, mais il est toujours solide au poste quel que soit le résultat. Il manque le match disputé contre le pays de Galles, il est de retour contre l'Angleterre début mars. L'Italie remporte sa première victoire contre l'Irlande en Tournoi des six nations le 16 mars 2013,, elle termine quatrième du Tournoi devançant la France et l'Irlande.
Le 17 mai 2013, Sergio Parisse et son équipe du Stade français Paris s'incline 34-13 contre le Leinster en finale du Challenge européen 2012-2013. Le 1er juin 2013, il connaît un double honneur. Il est le capitaine des Barbarians, qui affrontent les Lions britanniques et irlandais en tournée en 2013. C'est très rare pour un joueur qui n'est pas australien, néo-zélandais ou sud-africain de pouvoir jouer les Lions. Au Hong-Kong Stadium, les Baa-baas, surnom des joueurs des Barbarians, s'inclinent 8-59. Il atteint le total de 100 sélections contre l'équipe des Fidji, en même temps que Martín Castrogiovanni.
Au début de l'année 2015, il parvient à marquer trois essais contre Castres. Le 28 février 2015, l'Italie gagne son deuxième match à l'extérieur du Tournoi en s'imposant 22-19 contre l'Écosse. Le 15 mars 2015, il devient le joueur italien le plus capé de l'histoire en honorant sa 112e sélection face à l'équipe de France, dépassant Marco Bortolami. Il déclare forfait pour le dernier match du Tournoi des Six Nations 2015 en raison d'une blessure au pied. Il est retenu pour le titre de meilleur joueur du Tournoi et termine à la cinquième place des votes. Il est exclu du match joué contre le Racing mais les images montrent qu'il est retenu par le maillot au moment du saut, déséquilibré et le choc aérien avec Brice Dulin ne lui est pas imputable. Le 20 mai, il est requalifié,. Le Stade français Paris parvient à terminer quatrième de la première phase. Sergio Parisse et ses coéquipiers gagnent en demi-finale contre le RC Toulon 33-16, l'Italien s'illustre avec une passe ingénieuse dans le dos pour un partenaire pour le premier essai parisien. Les Parisiens parviennent à battre l'ASM Clermont 12-6 en finale et sont champions de France.
Toujours capitaine du Stade français (dont il est aussi un grand artisan du 1er titre européen en 2017) et de l'Italie, il devient notamment le 2 février 2019 le joueur comptabilisant le plus de capes internationales dans l'histoire du Tournoi des Six Nations, sélectionné à 66 reprises avec la Squadra Azzurra dans le Tournoi.

### Fin de carrière au RC Toulon

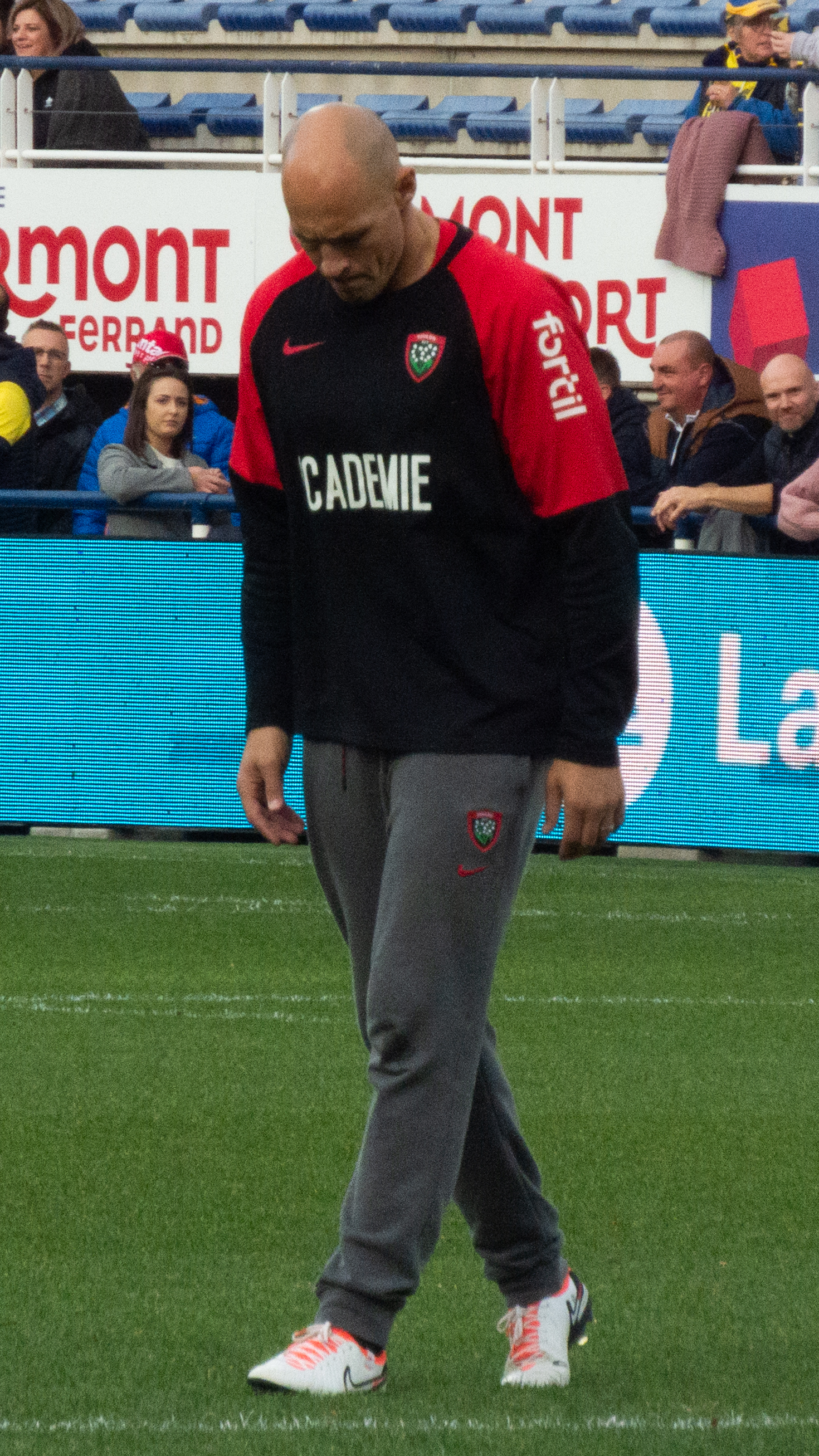
Après sa carrière de joueur, Sergio Parisse intègre le staff toulonnais, ici pendant la saison 2023-2024.

Le 28 juin 2019, Stade français et Parisse mettent un terme au contrat à un an du terme, à l'initiative du club. Le 1er juillet 2019, Parisse se relance à 35 ans pour une année de contrat avec le RC Toulon.
Durant la saison 2022-2023, son équipe atteint la finale du Challenge européen où elle affronte les Glasgow Warriors. Pour cette rencontre, il est titulaire en troisième ligne aux côtés de Cornell du Preez et Charles Ollivon; et son équipe l'emporte sur le score de 43 à 19,. À la fin de cette rencontre, il annonce mettre un terme à sa carrière à l'issue de cette saison, à l'âge de 39 ans.

## Style de jeu
En dépit d'être de grande taille physique, il est un joueur extrêmement adroit balle en main que ce soit pour sauter en touche, disputer les balles aériennes sur les chandelles ou pour faire une passe inattendue. En 2012, il fait une action de grand éclat contre la Nouvelle-Zélande. En 2013, c'est une passe entre ses jambes contre l'Afrique du Sud qui devient une passe décisive au centre Alberto Sgarbi. Il a une vision étonnante du jeu, un bon timing. Et il sait jouer sous la pression. Quand Ian McGeechan cite six joueurs vedettes au début du tournoi des Six Nations 2015, il parle des qualités de Sergio Parisse,.
Il possède aussi des qualités assez inhabituelles pour son poste, étant par exemple capable d'utiliser son jeu au pied occasionnellement, comme en 2017 contre les Cardiff Blues, où sa relance au pied permet de marquer un essai, ou encore contre les Ospreys, où il marque un drop, lors d'une rencontre de coupe d'Europe en 2006.

## Vie privée

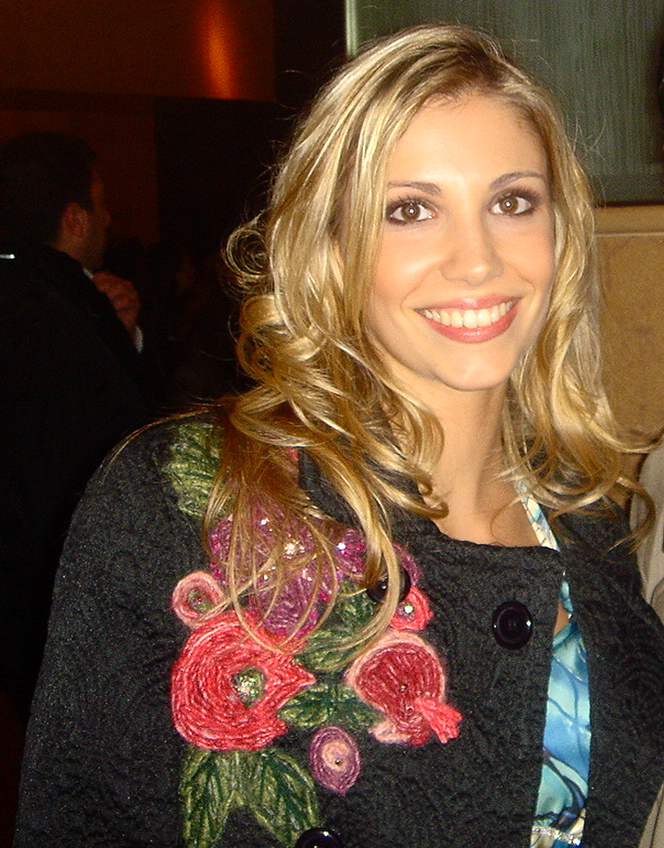
Alexandra Rosenfeld le 21 janvier 2006.

En 2006, Sergio Parisse rencontre Alexandra Rosenfeld. Née dans une famille très attachée au rugby, elle devient Miss France 2006 puis Miss Europe la même année. Sergio Parisse épouse Alexandra le 5 juillet 2010 à la mairie de Saint-Thibéry. Sergio et Alexandra ont une fille prénommée Ava, née le 23 août 2010 à Béziers. Ils divorcent presque trois ans plus tard.
Sergio Parisse épouse en secondes noces Silvia Bragazzi le 10 février 2014 au consulat d'Italie à Paris, entouré des parents proches et de quelques amis, Julien Dupuy, Pierre Rabadan et Martín Castrogiovanni. Ils se sont connus en 2012, elle travaille alors dans une grande entreprise dans le marketing, l'organisation d'événements, de parrainage dans les sports moto et automobile. Le 2 juillet 2016, ils se marient religieusement à l'église Santi Nereo e Achilleo de Rome.

## Autres activités
Il participe également à la série du Coq sportif « Rugby or not to be » en compagnie de Julien Cazarre, Frédéric Michalak et Jean-Pierre Rives.
Il a participé 4 fois entre 2006 et 2009 pour le calendrier des Dieux du stade.
Il est élu plus beau joueur de rugby de la coupe du monde 2003 en Australie,.

## Statistiques

### En club
Sergio Parisse effectue l'essentiel de sa carrière avec le Stade français qu'il rejoint à 21 ans. Lors des dix saisons passées avec les Parisiens, il dispute 202 matchs toutes compétitions confondues et inscrit 38 essais (193 points) (statistiques mises à jour au 15 juin 2015). En particulier, il joue 53 matchs en Coupe d'Europe au cours desquels il marque neuf essais.
Il évolue toujours au plus haut niveau du championnat national avec le club de la capitale avec un statut de titulaire alors que celui-ci est composé de très nombreux internationaux.

### En équipe nationale
Au 13 mars 2016, Sergio Parisse compte 118 matchs (115 en tant que titulaire) avec l'équipe d'Italie au cours desquels il marque quatorze essais, un drop (73 points). Il participe notamment à douze Tournois des Six Nations (54 matchs, six essais, un drop) et à quatre Coupes du monde (2003, 2007, 2011, 2015) pour un total de treize rencontres disputées,.

## Palmarès

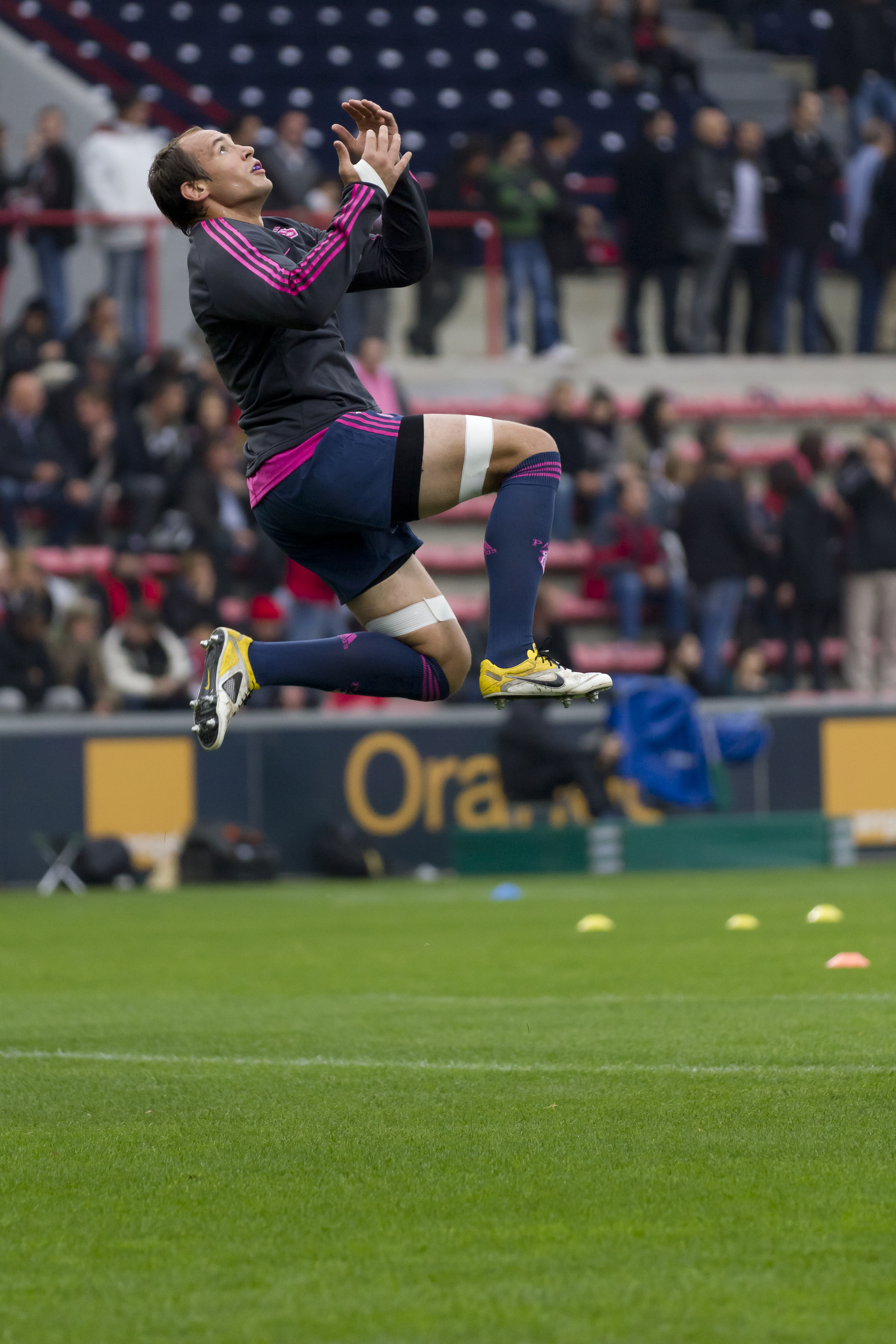
Réception d'une chandelle lors de l'échauffement du match Stade toulousain contre Stade français le 29 octobre 2011

Pendant sa carrière de joueur de rugby à XV professionnel, Sergio Parisse n'a pas pu se construire un solide palmarès au niveau international avec l'équipe d'Italie; l'équipe nationale tente de trouver sa place dans le concert des nations majeures du rugby à XV qui disputent la Coupe du monde de rugby à XV depuis près de trente ans, le Tournoi des Six Nations (ancien Tournoi des Cinq Nations) depuis 2000 ou des test-matchs, puis le The Rugby Championship (ancien Tri-Nations) avec la même antériorité (pour l'hémisphère Sud).
S'il a rejoint en 2005 un des clubs au plus beau palmarès du rugby français,,, celui-ci peine de 2009 à 2014, ne disputant plus la Coupe d'Europe de rugby à XV; les titres de Champion de France 2006-2007 et 2014-2015 sont un des exploits les plus retentissants de sa carrière.

### En club
Avec Trévise, il est champion d'Italie à deux reprises en 2003 et en 2004
puis remporte également la Coupe d'Italie en 2005.
En dix saisons passées avec le Stade français Paris, Sergio Parisse remporte deux fois le titre de Champion de France en 2006-2007 et en 2014-2015. Il ne gagne pas la Coupe d'Europe en cinq participations à la compétition européenne. Sur le plan national, son club décline à partir de 2009 jusqu'en 2014, il ne parvient plus à disputer les phases finales de Championnat de France qualificatives pour pouvoir jouer la Coupe d'Europe pendant cinq saisons, période durant laquelle il perd deux finales du Challenge européen (2011, 2013).
En 2016-2017, il remporte le Challenge européen avec le Stade français Paris.
Avec le RC Toulon, il est finaliste du Challenge européen en 2020 et 2022, avant de remporter la compétition en 2023.

### En équipe nationale
Sergio Parisse participe à quatre Coupes du monde, disputant la majorité des rencontres, mais ne parvenant pas à se qualifier pour la phase finale éliminatoire directe. Il joue à de nombreuses reprises le Tournoi des Six Nations à compter de 2004, mais son équipe n'est pas en mesure de disputer le titre.
Il a joué auparavant avec l'équipe d'Italie des moins de 21 ans et de 19 ans, disputant les championnats du monde des moins de 19 ans 2001 au Chili et 2002 en Italie.

#### Coupe du monde
| Édition               | Rang          | Résultats Italie | Résultats Parisse | Matchs Parisse |
| Australie 2003        | 3e de poule D | 2 v, 0 n, 2 d    | 2 v, 0 n, 2 d     | 4/4            |
| France 2007           | 3e de poule C | 2 v, 0 n, 2 d    | 2 v, 0 n, 2 d     | 4/4            |
| Nouvelle-Zélande 2011 | 3e de poule C | 2 v, 0 n, 2 d    | 2 v, 0 n, 2 d     | 4/4            |
| Angleterre 2015       | 3e de poule D | 2 v, 0 n, 2 d    | 0 v, 0 n, 1 d     | 1/4            |
| Japon 2019            | 3e de poule B | 2 v, 1 n, 1 d    | 2 v, 0 n, 1 d     | 3/3            |

Légende : v = victoire ; n = match nul ; d = défaite.

### Distinctions personnelles
- Nuit du rugby 2015 : Meilleur joueur du Top 14 pour la saison 2014-2015
- Introduit au Temple de la renommée World Rugby en 2024[81]